# Jonne Järvelä
Jonne Järvelä (Lahti, 1974. június 3. –) finn énekes, gitáros, dalszerző. A folk metált játszó finn Korpiklaani együttes frontembere.

## Albumok
- Spirit of the Forest
- Voice of Wilderness
- Tales Along This Road
- Tervaskanto
- Korven Kuningas
- Karkelo
- Ukon Wacka
- Manala
- Noita
- Kulkija